# Polyplacapros
Polyplacapros is een geslacht van straalvinnige vissen uit de familie van de doosvissen (Aracanidae). De wetenschappelijke naam van het geslacht werd in 1979 gepubliceerd door Eiichi Fujii & Teruya Uyeno.

## Soorten
- Polyplacapros tyleri Fujii & Uyeno, 1979